# (14572) Armando
(14572) Armando (1998 QX54) – planetoida z pasa głównego asteroid okrążająca Słońce w ciągu 3,44 lat w średniej odległości 2,28 j.a. Odkryta 27 sierpnia 1998 roku.